# 胡坦 (1917年)
胡坦（1917年—？），男，安徽嘉山人，中华人民共和国政治人物，曾任安徽省革命委员会副主任，安徽省人民政府副省长。